# Metadasylobus pristes
Metadasylobus pristes is een hooiwagen uit de familie echte hooiwagens (Phalangiidae).